# 河合西站

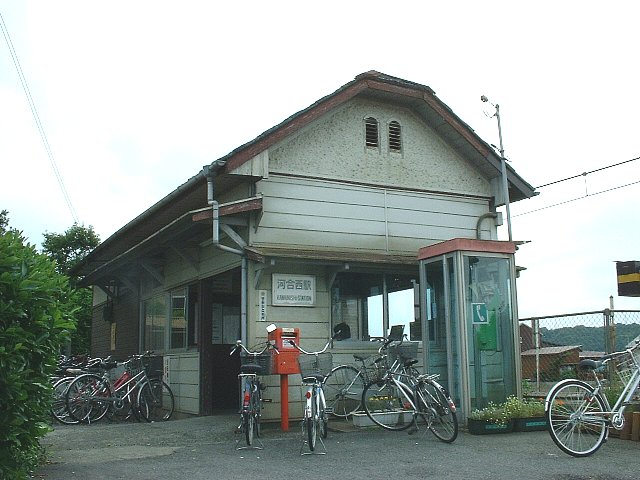
1940年至2004年之間使用的舊車站大樓

河合西站（日语：／ Kawainishi eki */?）是位於兵庫縣小野市新部町字久保田，屬於西日本旅客鐵道（JR西日本）的加古川線車站。

## 歷史
- 1913年（大正2年）8月10日 - 播州鐵道 國包站（現時：厄神站）至西脇站之間開通，此站啟用[1][2]。當時為旅客車站。
  - 當時車站位於兵庫縣加東郡河合村（日语：河合村 (兵庫県)）新部字久保田。
- 1923年（大正12年）12月21日 - 路線轉讓給播丹鐵道[3]。
- 1943年（昭和18年）6月1日 - 播丹鐵道被國有化，成為鐵道省加古川線車站[4]。
- 1954年（昭和29年）12月1日 - 隨著小野市成立，車站地址變為現址。
- 1973年（昭和48年）10月1日 - 成為無人車站。
- 1987年（昭和62年）4月1日 - 伴隨國鐵分割民營化，車站由西日本旅客鐵道（JR西日本）營運。
- 1990年（平成2年）6月1日 - 加古川鐵道部（日语：加古川鉄道部）成立，並管轄此站。
- 2004年（平成16年）12月19日 - 加古川線電氣化，同時新車站大樓竣工。
- 2009年（平成21年）7月1日 - 隨著加古川鐵道部廢止，變由神戶分社（日语：西日本旅客鉄道神戸支社）直轄，此站由加古川站管理[5]。
- 2016年（平成28年）3月26日 - 此站開始可以使用IC卡「ICOCA」[6]。此站設置IC卡專用簡易閘機。

## 車站構造
本站是地面車站，設有1面1線的單式月台。谷川方向的列車會開啟右邊車門。本站是由加古川站管理的無人車站，站内設有自動售票機。
本站的站房在加古川線電氣化時候已經拆毀。現時的簡易式站房於2004年落成。

## 車站周邊
- 中央保育所 （页面存档备份，存于）（日語）
- 小野市立河合小學（日语：小野市立河合小学校）
- 小野市立河合中學（日语：小野市立河合中学校）
- 河合運動廣場 （页面存档备份，存于）（日語）
- 鈴之宮神社（日语：鈴之宮神社）
- 堀井城跡親睦公園（日语：堀井城跡ふれあい公園）
- 金鑵城遺蹟廣場（日语：金鑵城遺跡広場）（夢之森公園）
- 河合城蹟 （页面存档备份，存于）（日語）
- 太閤之渡[1]

## 利用狀況
在2019年度，1日平均乘車人次為152人。
| 年度 | 1日平均 乘車人次 |
| ---- | ---------------- |
| 1997 | 277              |
| 1998 | 283              |
| 1999 | 276              |
| 2000 | 275              |
| 2001 | 266              |
| 2002 | 269              |
| 2003 | 262              |
| 2004 | 237              |
| 2005 | 246              |
| 2006 | 216              |
| 2007 | 220              |
| 2008 | 207              |
| 2009 | 177              |
| 2010 | 176              |
| 2011 | 181              |
| 2012 | 169              |
| 2013 | 183              |
| 2014 | 175              |
| 2015 | 171              |
| 2016 | 161              |
| 2017 | 156              |
| 2018 | 146              |
| 2019 | 152              |

## 相鄰車站
西日本旅客鐵道（JR西日本）
 加古川線
粟生－河合西－青野原

## 注腳
1. 1 2 3 4 5 6 7 8 9  . 神戶新聞綜合出版中心. 2011-12-15: 206. ISBN 9784343006028 （日语）.
2. ↑  「軽便鉄道運輸開始」『官報』1913年8月22日（國立國會圖書館數碼化收藏）
3. ↑  『鉄道省鉄道統計資料. 大正12年度』（日語）（國立國會圖書館近代數碼圖書館）
4. ↑  官報 第4907号（日語） 1943年5月25日
5. 1 2  . 交通新聞 (交通新聞社). 2009-06-25: 1 （日语）.
6. ↑   (PDF) (新闻稿). 西日本旅客鉄道. 2015年12月18日  [2016-03-26]. （原始内容存档 (PDF)于2016-03-05） （日语）.
7. ↑  小野市統計書

## 外部連結
- 河合西｜車站資訊：JR出門網 - 西日本旅客鐵道